# کازوهیرو سوزوکی
کازوهیرو سوزوکی (انگلیسی: Kazuhiro Suzuki؛ زادهٔ ۱۶ نوامبر ۱۹۷۶) بازیکن فوتبال اهل ژاپن است.
از باشگاه‌هایی که در آن بازی کرده‌است می‌توان به باشگاه فوتبال جف یونایتد ایچیهارا چیبا اشاره کرد.
وی همچنین در تیم‌های ملی فوتبال زیر ۱۷ سال ژاپن و زیر ۲۰ سال ژاپن بازی کرده‌است.